# 民星路
民星路是中華人民共和國上海市杨浦区一條東西走向道路，西起中原路，東至黃浦江邊，全长2350米。道路始建於中華民国20年（1931年），最初名為五权路，名稱來自於五权宪法。1958年更名為五星路。1980年，因道路名稱的上海話發音與吴兴路發音相似而更名為民星路。道路沿途有上海市教育考試院。